# روپرتس‌برگ
روپرتسبرگ (به آلمانی: Ruppertsberg) یک شهر در آلمان است که در باد دورکهایم واقع شده‌است. روپرتسبرگ ۱٬۴۱۲ نفر جمعیت دارد.